# Édesvízi tüskés rája
Az édesvízi tüskés rája (Urogymnus polylepis) a porcos halak (Chondrichthyes) osztályába sorolt sasrájaalakúak (Myliobatiformes) rendjében, a tüskésrájafélék (Dasyatidae) családjának egyik faja.

## Származása, elterjedése
Veszélyeztetett maradványfaj. Mielőtt a tenger elöntötte volna a Délkelet-Ázsiát Ausztráliával összekötő földhidat, nagy, összefüggő területen élt, a tengerszint emelkedése azonban az indonéz szigetvilág északnyugati szigeteinek vízfolyásaiba és a szárazföld néhány nagyobb folyójának (Mekong, Gangesz–Brahmaputra, Csaophraja) vízrendszerébe szorult vissza. Legnagyobb ismert populációja a Mekong fölső, kambodzsai (és talán laoszi) szakaszán él(t).
Amint a mellékelt térképen látható, tényleges elterjedési területe ennél is sokkal szűkebb, és valójában már csak Borneó déli részén és a szárazföld két foltján:
- a Mekong vízrendszerében és

- a Csaophraja legalsó folyásán

fordul elő.

## Megjelenése, felépítése
Feltételezések szerint ez a világ legnagyobbra megnövő édesvízi halfaja, amely több mint 5 m-re és 700–800 kg-ra is megnőhet. Az eddig kifogott legnagyobb igazolt példány közel 4 m hosszú és csaknem 300 kg volt (2022-ben fogták a Mekongból).